# Umie MOSAIC

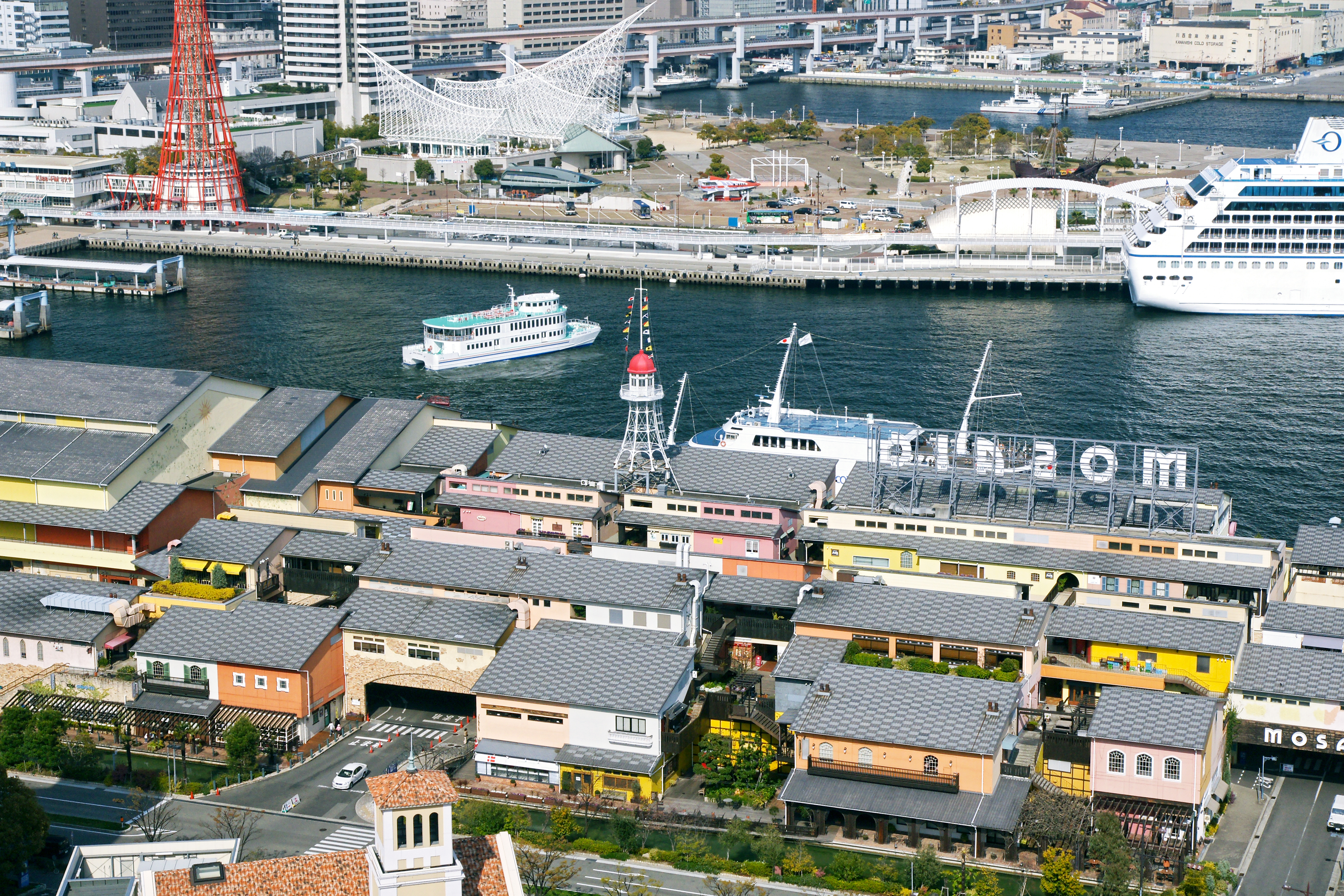
umie MOSAIC

umie MOSAIC는 일본 효고현 고베시 주오구에 있는 복합 상업시설이다.